# Theobald V. (Blois)
Theobald V. von Blois (französisch Thibaut; * um 1130; † 1191 vor Akkon), genannt der Gute (le Bon), war ein Graf von Blois, Chartres und Grafschaft Châteaudun von 1151 bis 1191 aus dem Haus Blois. Er war ein Sohn des Grafen Theobald IV./II. von Blois-Champagne und seiner Ehefrau Mathilde, Tochter des Herzogs Engelbert von Kärnten.

## Biographie
Nach dem Tod seines Vaters 1151 erhielt Theobald von seinem älteren Bruder Heinrich die Stammbesitzungen seiner Familie. Um weiterhin die politische Einheit des Hauses Blois zu gewährleisten, musste Theobald seinem Bruder Gefolgschaftspflicht schwören, ein Vasallitätsverhältnis, das auch auf seine Nachkommen überging und erst 1234 durch Graf Theobald IV. von Champagne beendet werden sollte. Theobald lebte vor allem in der Stadt Chartres, deren Mauern er erneuern ließ.
Neben Gottfried VI. von Anjou war Theobald derjenige, der 1152 erfolglos versuchte, die frischgeschiedene Königin Eleonore von Aquitanien auf deren Weg von Beaugency nach Poitiers zu entführen. Er wurde ein Gefolgsmann König Ludwigs VII., von dem er 1154 zu einem Seneschall von Frankreich ernannt wurde. Durch die Heirat seiner Schwester Adela mit dem König 1160 erlangte das Haus Blois einen dominierenden Einfluss auf den königlichen Hof. 1164 heiratete Theobald die Prinzessin Alix, eine Tochter des Königs und der Eleonore.
Mit seinem Neffen Philipp II. geriet Theobald in Konflikt, nachdem dieser sich aus der Bevormundung der Familie Blois löste und sich mit Graf Philipp I. von Flandern verband. Theobald blieb der Krönung Philipps 1180 fern und revoltierte gegen ihn mit seinen jüngeren Brüdern Stephan I. von Sancerre und Erzbischof Wilhelm von Reims. Doch bis zum Jahr 1182 wurden sie geschlagen und mussten sich unterwerfen.
Im Gefolge des Königs nahm Theobald am dritten Kreuzzug teil und fiel in dessen Verlauf, wie auch sein Bruder Stephan von Sancerre, 1191 bei der Belagerung von Akkon. Er wurde in der Abtei von Pontigny bestattet. Das Amt eines Seneschalls von Frankreich wurde nach seinem Tod nicht mehr vergeben.

## Nachkommen
Vor seiner Ehe mit Alix war Theobald mit Sibylle von Château-Renault verheiratet, die ihm den Besitz ihrer Vorfahren in die Ehe einbrachte. Diese Ehe blieb kinderlos.
Aus seiner Ehe mit Alix († 1197/1198) hatte er sieben Kinder:
- Theobald, Heinrich und Philipp († jung)
- Margarete (* wohl 1170; † 12. Juli 1230), war 1202 bis 1208 Pfalzgräfin von Burgund und ab 1218 Gräfin von Blois und Châteaudun
  - ⚭ um 1183 mit Hugues III. d’Oisy, Châtelain de Cambrai und Vizegraf von Meaux
  - ⚭ um 1190 Pfalzgraf Otto I. von Burgund († 1200), vierter Sohn Kaiser Friedrich I. Barbarossas
  - ⚭ mit Walter II. von Avesnes († 1245/46), Herr von Avesnes, Leuze, Condé und Guise
- Ludwig I. (* um 1171/72; † gefallen am 15. April 1205 in der Schlacht von Adrianopel), Graf von Blois, Chartres und Châteaudun
- Isabella († 25. November 1248), der ihr Neffe Theobald VI. die Grafschaft Chartres und die Herrschaft Château-Renault überließ.
  - ⚭ vor 1196 mit Sulpice III. von Amboise
  - ⚭ vor 1224 mit Johann II. von Montmirail, Vizegraf von Meaux, Châtelain de Cambrai
- Adeláide (Alix) († 1244), seit 1227 Äbtissin der Abtei von Fontevrault

## Weblink
- Materialsammlung